# Liste der Gouverneure der Lower River Region
Die Liste der Gouverneure der Lower River Region listet die Regional-Gouverneure, also die obersten Vertreter der Regierung, in der Lower River Region des westafrikanischen Staates Gambia.

## Liste
Aufgrund der Quellenlage ist die Liste unvollständig und wird stetig ergänzt.
| Zeitraum                   | Amtsinhaber in der Lower River Region |
| -------------------------- | ------------------------------------- |
| um 2001                    | Omar Sanneh                           |
| vor 2004                   | Suwareh Jabai                         |
| –Oktober 2007              | Momodou Soma Jobe                     |
|                            | ?                                     |
| 2009–2012                  | Lamin Waa Juwara                      |
| 2012–Oktober 2013          | Lamin Darboe                          |
| Oktober 2013 bis ?         | Salifu Puye                           |
| ?- bis 2017                | Salifu Hydara                         |
| 2017                       | Salifu Puye                           |
| ab 6. März 2017 bis 2018   | Fanta Bojang Samateh-Manneh           |
| ab 2018 bis September 2019 | Fatou Jammeh-Touray                   |
| bis Mai 2022               | Rohey John Manjang                    |
| ab Juli 2022 bis Juni 2024 | Seedy Lamin Bah                       |
| ab Juni 2024               | Ramou Sarr                            |

Nicht enthalten in der Liste: Sulayman Masanneh Ceesay (1939–2015), er diente als Divisional Commissioner allen fünf Divisionen (heute Regionen). Der Zeitraum ist noch unbelegt.